# Höllengebirge
L' Höllengebirge è una catena montuosa ripiegata che si spinge verso nord nella parte dell'Alta Austria e fa parte deli Monti del Salzkammergut. La media altezza è di 1600  m sul livello del mare. L'altopiano di A. ha il suo punto più alto nel Großer Höllkogel alto 1.862  m sopra il livello del mare. Le montagne fortemente carsificate sono costituite principalmente da calcare del Wetterstein e defluiscono in gran parte nel sottosuolo. L'Höllengebirge è accessibile al turismo attraverso i rifugi del Club alpino e un'ampia rete di sentieri. Sul Feuerkogel e sul Taferlklaussee si trovano aree per gli sport invernali . Il Feuerkogel è raggiungibile tutto l'anno con la funivia Feuerkogel da Ebensee am Traunsee. Le foreste sono presenti solo sui fianchi delle montagne. L'altopiano stesso è ricoperto da estesi boschi di pino mugo (Pinus mugo). L'Höllengebirge è di proprietà delle foreste federali austriache. Il nome deriva dalla conca valliva “In der Höll” sul versante sud delle montagne.

## Geografia
L'Höllengebirge ha un'estensione massima di 17 chilometri tra il lago Attersee a ovest e il lago Traunsee a est e di 11 chilometri da nord a sud; copre una superficie totale di 126,8 km². 
Il confine settentrionale è formato dal Kienbach, che scorre dalla sella Krahbergtaferl all'Attersee, e dal corso superiore dell'Aurach dal Taferlklaussee alla Großalm. Il confine corre fino a 830  m sul livello del mare. a Hohe Sattel Lueg, giù fino all'Hinterer Langbathsee e lungo il Langbathbach fino alla foce nel Traunsee a Ebensee. A sud-est l'area tra Ebensee e Mitterweißenbach è delimitata dal Traun. Il confine sudoccidentale tra Mitterweißenbach e Weißenbach am Attersee forma la Weißenbachtal. La frontiera sarà chiusa lungo le sponde dell'Attersee tra Weißenbach e Seefeld. 
Amministrativamente, l'Höllengebirge si trova nel distretto di Vöcklabruck (ovest), che appartiene all'Hausruckviertel , e nel distretto di Gmunden (est), che appartiene al Traunviertel . Mentre storicamente l'Höllengebirge faceva interamente parte dell'Hausruckviertel, che all'epoca si estendeva fino al Traun, il confine tra Hausruck e Traunviertel è ora tracciato lungo il confine distrettuale e va da Krahbergtaferl a Hochleckenhaus , sopra Grünalmkogel e Hohe Rehstatt fino a Weißenbacher Straße in il sud.
Nell'Höllengebirge hanno una quota i seguenti comuni del circondario di Gmunden: il comune di Bad Ischl con una parte del comune catastale di Jainzen, il comune mercato di Ebensee con il comune catastale di Langwies e parti del comune catastale di Oberlangbath e il comune mercato comune di Altmünster con parti del comune catastale di Neukirchen. Nel distretto di Vöcklabruck, l'Höllengebirge si estende su gran parte della comunità locale e catastale di Steinbach am Attersee.